# 幸元林
幸元林（1914年—1985年11月8日），中国人民解放军将领、中国人民解放军开国少将。
曾任中国人民解放军后勤学院队列部部长。1955年，授予中国人民解放军少将。